# タバカレラ
タバカレラ（TABACALERA）は、フィリピンのマニラで生産されている葉巻きたばこの銘柄。

## 概要
1881年ラ・フロール・デラ・イサベラ社によって立ち上げられたブランドで、生産管理はフィリピンであるが、バインダー等がマニラ葉、ラッパー等他部分はインドネシア産等を使用したブレンド品である。甘味のある香りでデイリーシガーとして吸い易い銘柄とされているが、異質とも取れる独特の風味があり、値段は手軽だが初心者向きではないとする意見もある。
日本での定価販売で、250円からの数百円単位で入手が出来る為、安葉巻のイメージがあるが、害虫予防の冷却処理や葉巻のパッキング等、近年は品質管理や流通は比較的安定しており、政治地理的にもキューバ共和国より入手が容易い事もあり、19世紀から現代まで、多くの人々に親しまれている有名銘柄でもある。イギリス戦時内閣首相ウィンストン・チャーチル、米国自治連邦区時代のフィリピン軍事顧問だったダグラス・マッカーサー等の著名人も愛飲した。
元はタバカレラ社から発売されていたが、同社はアルタディス社 (Altadis S.A.) に吸収合併され、現在は100％アルタディス社管理となっている。

## 種類
コロナ、ハーフコロナ、ロブスト、チャーチル等が主に上げられる。多くのブランドが限定品や記念年のプレミアムを発表する中において、一貫して代表的な数種類を生産し続けており、記念銘柄などのレパートリーは比較的少ないとされている。

## その他
- チャーチル愛用品としてはロメオ y ジュリエッタが有名であるが、長さ178ミリメートルの葉巻を「チャーチルサイズ」と呼ぶのは、本銘柄が由来である。しかしながら、現在タバカレラはチャーチルサイズの物は生産していない。
- 現代において葉巻の産地として代表されるのは、キューバ、ドミニカ共和国、ニカラグアだが、戦前まではフィリピンのマニラ葉が有名であった。